# Alsophila smithii
Alsophila smithii is een plantensoort uit de familie Cyatheaceae. Het is een boomvaren met groen gesteelde zachte bladeren tot 2,5 meter lang. De stam kan een groeihoogte tot 8 meter bereiken en is omzoomd door de restanten van oude bladeren.
De soort komt voor in Nieuw-Zeeland, waar hij aangetroffen wordt op het Noordereiland, Zuidereiland en Stewarteiland en verder op de Chathameilanden en Aucklandeilanden. Hij groeit zowel in laagland als in bergachtig gebied, meestal in dichte bossen. In nattere gebieden groeit de soort ook in open struikgewas, geulen en daleinden.

## Synoniemen
- Cyathea novae-zelandiae Domin
- Cyathea smithii Hook.f.
- Hemitelia microphylla Colenso
- Hemitelia smithii (Hook.f.) Hook.
- Hemitelia stellulata Colenso